# Oyster card

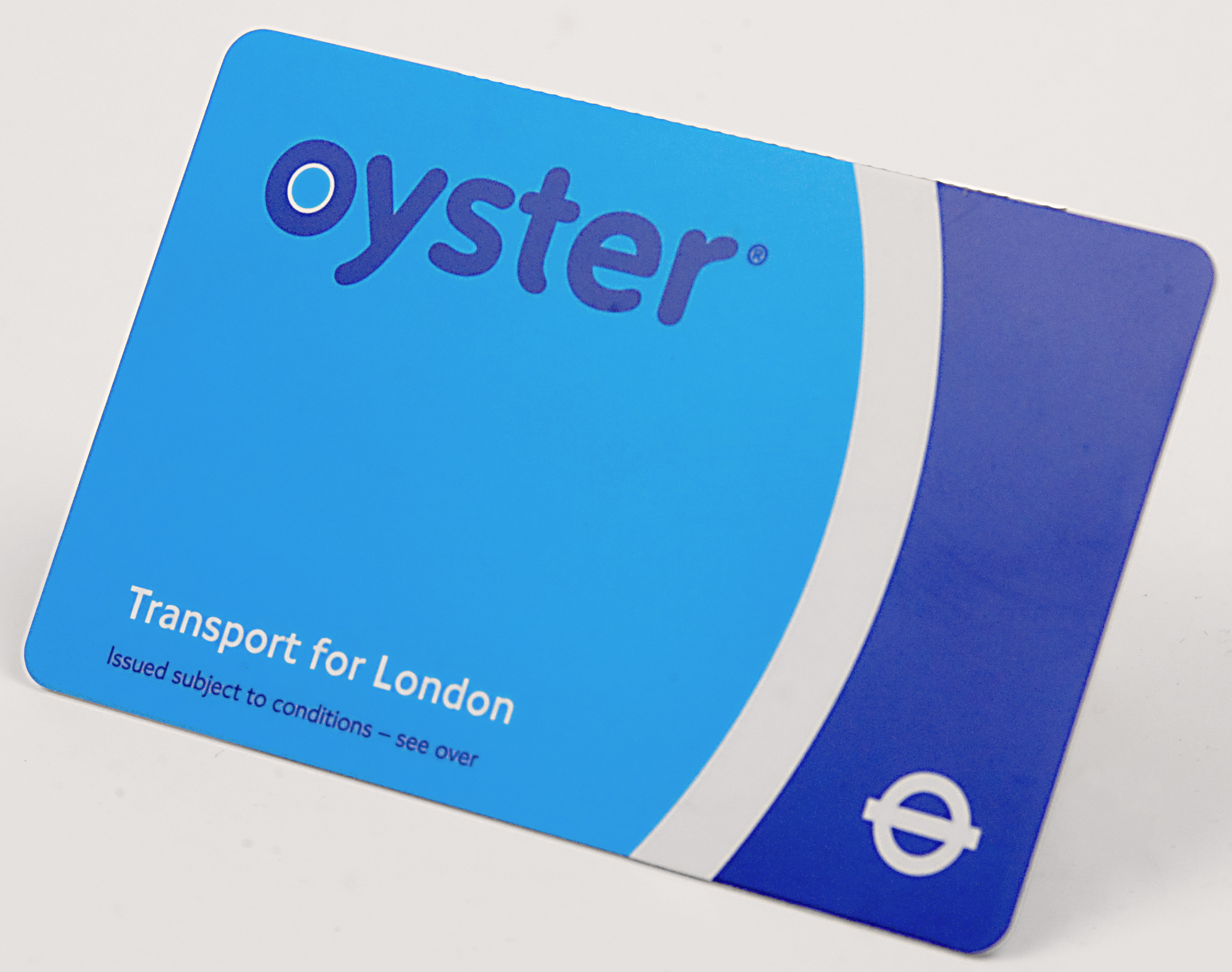
Карта Oyster

Oyster card — электронная карта для оплаты за общественный транспорт в Лондоне, включая Лондонский метрополитен, Доклендское лёгкое метро и автобусы.
Oyster card — способ оплаты, при котором на карту зачислена определённая сумма денег. При входе в метро стоит специальный аппарат, с помощью которого поездку можно оплатить ею. Соответствующая сумма денег снимается с карты. Система карты основана на голландской технологии Mifare.
Карта была впервые создана в июле 2003 года. За 4 года было продано около 10 миллионов карт Oyster, и более 80 % населения Лондона оплачивают проезд электронной карточкой.
На карте Oyster не хранятся личные данные. Карта устроена так, чтобы во время кражи её можно было заблокировать (на интернет-сайте). История поездок очищается каждые 8 недель. Существует также возможность получать уведомления об изменениях маршрутов и закрытиях станций.
Карту можно приобрести:
- в газетных киосках,
- на некоторых станциях Лондонского метро,
- через Интернет.